# Joan Rubió i Bellver
Pour les articles homonymes, voir Rubió et Bellver.
Joan Rubió i Bellver (Reus, 24 avril 1871-Barcelone, 30 novembre 1952) architecte catalan, frère de l'ingénieur militaire Marià Rubió i Bellver.

## Principales réalisations

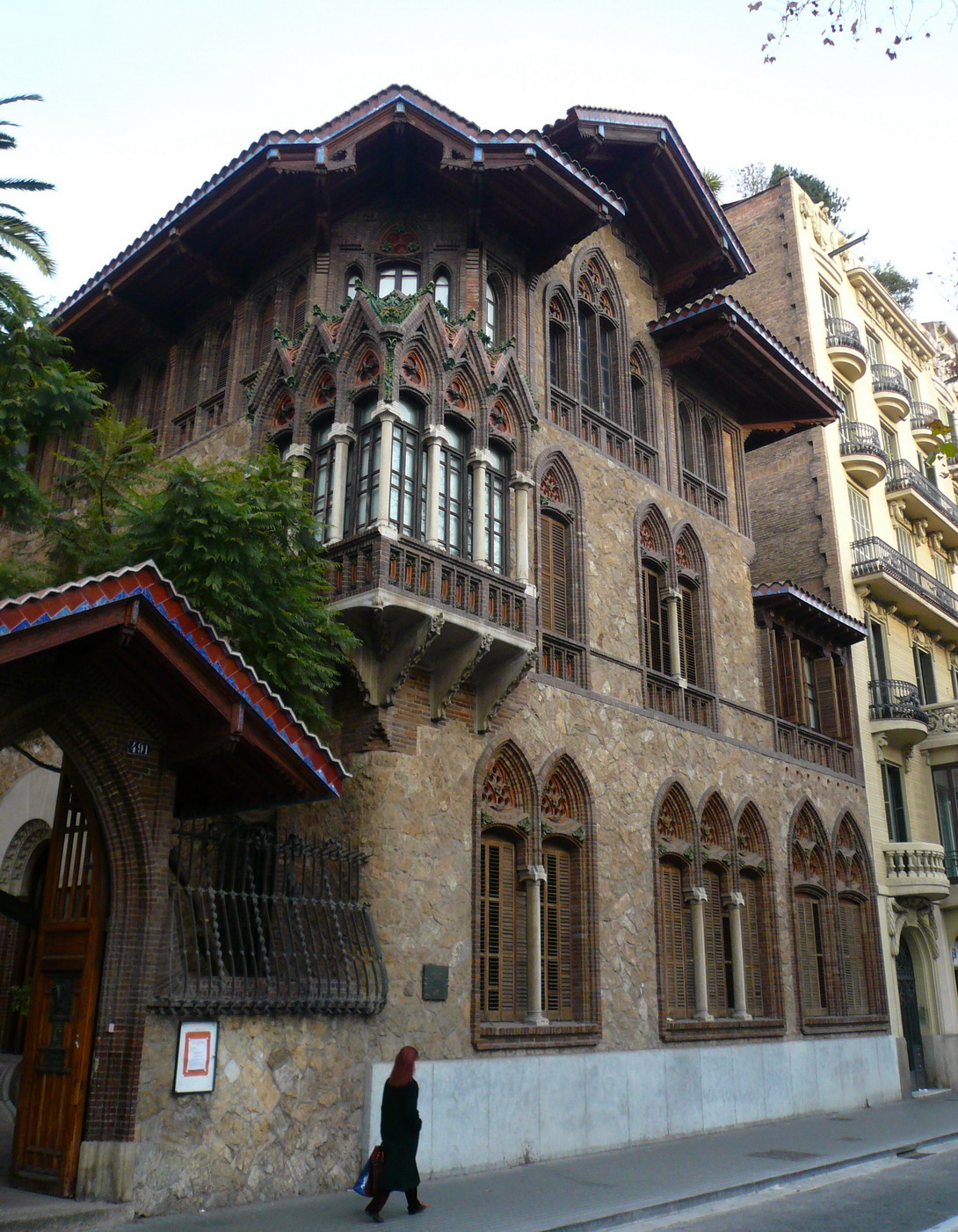
Casa Golferichs. Barcelone.

- Casa Golferichs, à Barcelone (1901)
- Casa Roviralta (El Frare Blanc), à Barcelone (1903)
- Casa Manuel Dolcet (1906), premier siège de l'EINA, Centre universitaire d'art et de design de Barcelone[1]
- Bâtiments de l'École Industrielle, Barcelone (1912)
- Asil del Sant Crist à Igualada (1931-1941)
- Ca l'Oral, Colonia Guell
- Ca l'Espinal, colonia Guell
- Basilique du Sacré-Cœur de Gijón (1922)